# Hegymagas
Hegymagas [heďmagaš] je obec v Maďarsku v župě Veszprém, spadající pod okres Tapolca. Nachází se asi 5 km jižně od Tapolcy a asi 51 km jihozápadně od Veszprému. V roce 2015 zde žilo 282 obyvatel. Dle údajů z roku 2011 tvoří 82,5 % obyvatelstva Maďaři, 4,9 % Němci a 1,9 % Romové, přičemž 16,7 % obyvatel se ke své národnosti nevyjádřilo.

## Sousední obce
| Růžice kompasu |           | Raposka   |          | Růžice kompasu |
| Růžice kompasu | Nemesvita | Sever     | Kisapáti | Růžice kompasu |
| Růžice kompasu | Nemesvita | Hegymagas | Kisapáti | Růžice kompasu |
| Růžice kompasu | Nemesvita | Jih       | Kisapáti | Růžice kompasu |
| Růžice kompasu | Szigliget |           |          | Růžice kompasu |